# Panca Tunggal Benawa
Panca Tunggal Benawa is een bestuurslaag in het regentschap Ogan Komering Ilir van de provincie Zuid-Sumatra, Indonesië. Panca Tunggal Benawa telt 893 inwoners (volkstelling 2010).